# Brachyta petriccionei
Brachyta petriccionei es una especie de escarabajo longicornio del género Brachyta, tribu Rhagiini, subfamilia Lepturinae. Fue descrita científicamente por Rapuzzi, Bologna & Poloni en 2019.
Se distribuye por Italia. Mide aproximadamente 15,8 milímetros de longitud. El período de vuelo de esta especie ocurre en el mes de mayo.